# Élections législatives de 2017 en Ille-et-Vilaine
Les élections législatives françaises de 2017 en Ille-et-Vilaine se sont déroulées les 11 et 18 juin 2017. Dans le département, huit députés ont été élus dans le cadre de huit circonscriptions.

## Élus
| Circonscription | Député sortant                                                   | Parti | Parti | Député élu ou réélu           | Parti | Parti |
| --------------- | ---------------------------------------------------------------- | ----- | ----- | ----------------------------- | ----- | ----- |
| 1re             | Marie-Anne Chapdelaine                                           |       | PS    | Mustapha Laabid               |       | LREM  |
| 2e              | Nathalie Appéré nsrp                                             |       | PS    | Laurence Maillart-Méhaignerie |       | MoDem |
| 3e              | François André\|François André (homme politique)\|François André |       | PS    | François André                |       | PS    |
| 4e              | Jean-René Marsac nsrp                                            |       | PS    | Gaël Le Bohec                 |       | LREM  |
| 5e              | Isabelle Le Callennec                                            |       | LR    | Christine Cloarec             |       | LREM  |
| 6e              | Thierry Benoit                                                   |       | UDI   | Thierry Benoit                |       | UDI   |
| 7e              | Gilles Lurton                                                    |       | LR    | Gilles Lurton                 |       | LR    |
| 8e              | Marcel Rogemont nsrp                                             |       | PS    | Florian Bachelier             |       | LREM  |

## Rappel des résultats départementaux des élections de 2012
| Parti          | Parti                                | Premier tour | Premier tour | Second tour | Second tour | Sièges |
| Parti          | Parti                                | Voix         | %            | Voix        | %           | Sièges |
| -------------- | ------------------------------------ | ------------ | ------------ | ----------- | ----------- | ------ |
|                | Parti socialiste                     | 146 283      | 35,83        | 197 209     | 50,48       | 5      |
|                | Europe Écologie Les Verts            | 25 912       | 6,35         |             |             | 0      |
|                | Divers gauche dont MRC               | 24 065       | 6,14         | 24 669      | 6,31        | 0      |
|                | Parti radical de gauche              | 4 317        | 1,06         |             |             | 0      |
|                | Majorité présidentielle              | 200 577      | 49,13        | 221 878     | 56,79       | 5      |
|                |                                      |              |              |             |             |        |
|                | Union pour un mouvement populaire    | 66 928       | 16,39        | 81 996      | 20,99       | 1      |
|                | Alliance centriste                   | 46 027       | 11,27        | 58 153      | 14,89       | 1      |
|                | Divers droite dont DLR, PCD          | 28 699       | 7,03         | 28 644      | 7,33        | 1      |
|                | Nouveau centre                       | 1 103        | 0,27         |             |             | 0      |
|                | Parti radical                        | 417          | 0,10         | 0           |             |        |
|                | Droite parlementaire                 | 143 174      | 35,07        | 168 793     | 43,21       | 3      |
|                |                                      |              |              |             |             |        |
|                | Front national                       | 32 421       | 7,94         |             |             | 0      |
|                | Front de gauche                      | 17 357       | 4,25         | 0           |             |        |
|                | Extrême gauche dont LO, NPA et POI   | 5 410        | 1,33         | 0           |             |        |
|                | Régionaliste                         | 3 534        | 0,87         | 0           |             |        |
|                | Mouvement démocrate                  | 2 511        | 0,62         | 0           |             |        |
|                | Divers écologiste dont LT-LNÉ et AÉI | 1 236        | 0,30         | 0           |             |        |
|                | Divers                               | 1 051        | 0,26         | 0           |             |        |
|                |                                      |              |              |             |             |        |
| Inscrits       | Inscrits                             | 697 544      | 100,00       | 697 426     | 100,00      | 8      |
| Abstentions    | Abstentions                          | 282 165      | 40,45        | 295 574     | 42,38       |        |
| Votants        | Votants                              | 415 379      | 59,55        | 401 852     | 57,62       |        |
| Blancs et nuls | Blancs et nuls                       | 7 108        | 1,71         | 11 181      | 2,78        |        |
| Exprimés       | Exprimés                             | 408 271      | 98,29        | 390 671     | 97,22       |        |

## Résultats

### Résultats à l'échelle du département
|                                                     |                                      |                           |                           |                          |                          |  |
|                                                     |                                      | Premier tour 11 juin 2017 | Premier tour 11 juin 2017 | Second tour 18 juin 2017 | Second tour 18 juin 2017 |  |
|                                                     |                                      |                           |                           |                          |                          |  |
|                                                     |                                      | Nombre                    | % des inscrits            | Nombre                   | % des inscrits           |  |
| Inscrits                                            | Inscrits                             | 731 377                   | 100,00                    | 731 375                  | 100,00                   |  |
| Abstentions                                         | Abstentions                          | 329 092                   | 45,00                     | 396 050                  | 54,15                    |  |
| Votants                                             | Votants                              | 402 285                   | 55,00                     | 335 325                  | 45,85                    |  |
|                                                     |                                      |                           | % des votants             |                          | % des votants            |  |
| Bulletins blancs                                    | Bulletins blancs                     | 4 839                     | 1,20                      | 22 868                   | 6,82                     |  |
| Bulletins nuls                                      | Bulletins nuls                       | 2 155                     | 0,54                      | 8 001                    | 2,39                     |  |
| Suffrages exprimés                                  | Suffrages exprimés                   | 395 291                   | 98,26                     | 304 456                  | 90,79                    |  |
|                                                     |                                      |                           |                           |                          |                          |  |
| Étiquette politique                                 | Étiquette politique                  | Voix                      | % des exprimés            | Voix                     | % des exprimés           |  |
|                                                     |                                      |                           |                           |                          |                          |  |
|                                                     | La République en marche              | 112 704                   | 28,51                     | 151 263                  | 49,68                    |  |
|                                                     | Les Républicains                     | 58 706                    | 14,85                     | 103 298                  | 33,93                    |  |
|                                                     | Parti socialiste                     | 49 014                    | 12,40                     | 21 693                   | 7,13                     |  |
|                                                     | La France insoumise                  | 45 416                    | 11,49                     | 28 202                   | 9,26                     |  |
|                                                     | Front national                       | 30 200                    | 7,64                      |                          |                          |  |
|                                                     | Mouvement démocrate                  | 24 727                    | 6,26                      |                          |                          |  |
|                                                     | Union des démocrates et indépendants | 23 542                    | 5,96                      |                          |                          |  |
|                                                     | Écologiste                           | 20 834                    | 5,27                      |                          |                          |  |
|                                                     | Parti communiste français            | 7 213                     | 1,82                      |                          |                          |  |
|                                                     | Divers                               | 5 837                     | 1,48                      |                          |                          |  |
|                                                     | Divers gauche                        | 5 759                     | 1,46                      |                          |                          |  |
|                                                     | Extrême gauche                       | 3 580                     | 0,91                      |                          |                          |  |
|                                                     | Régionaliste                         | 2 943                     | 0,74                      |                          |                          |  |
|                                                     | Divers droite                        | 2 869                     | 0,73                      |                          |                          |  |
|                                                     | Debout la France                     | 1 709                     | 0,43                      |                          |                          |  |
|                                                     | Extrême droite                       | 238                       | 0,06                      |                          |                          |  |
| Source : Ministère de l'Intérieur - Ille-et-Vilaine |                                      |                           |                           |                          |                          |  |

### Résultats par circonscription

#### Première circonscription (Rennes-Sud)
Députée sortante : Marie-Anne Chapdelaine (Parti socialiste).
|                                                                                |                                                                             |                           |                           |                          |                          |
|                                                                                |                                                                             | Premier tour 11 juin 2017 | Premier tour 11 juin 2017 | Second tour 18 juin 2017 | Second tour 18 juin 2017 |
|                                                                                |                                                                             |                           |                           |                          |                          |
|                                                                                |                                                                             | Nombre                    | % des inscrits            | Nombre                   | % des inscrits           |
| Inscrits                                                                       | Inscrits                                                                    | 89 689                    | 100,00                    | 89 688                   | 100,00                   |
| Abstentions                                                                    | Abstentions                                                                 | 41 079                    | 45,80                     | 51 665                   | 57,61                    |
| Votants                                                                        | Votants                                                                     | 48 610                    | 54,20                     | 38 023                   | 42.39                    |
|                                                                                |                                                                             |                           | % des votants             |                          | % des votants            |
| Bulletins blancs                                                               | Bulletins blancs                                                            | 573                       | 1,18                      | 4 084                    | 10,74                    |
| Bulletins nuls                                                                 | Bulletins nuls                                                              | 245                       | 0,50                      | 1 074                    | 2,82                     |
| Suffrages exprimés                                                             | Suffrages exprimés                                                          | 47 792                    | 98,32                     | 32 865                   | 86,43                    |
|                                                                                |                                                                             |                           |                           |                          |                          |
| Candidat Étiquette politique (partis et alliances)                             | Candidat Étiquette politique (partis et alliances)                          | Voix                      | % des exprimés            | Voix                     | % des exprimés           |
|                                                                                |                                                                             |                           |                           |                          |                          |
|                                                                                | Mustapha Laabid La République en marche                                     | 16 584                    | 34,70                     | 19 346                   | 58,87                    |
|                                                                                | Grégoire Le Blond Union des démocrates et indépendants (Les Républicains)   | 7 494                     | 15,68                     | 13 519                   | 41,13                    |
|                                                                                | Marie-Anne Chapdelaine (députée sortante) Parti socialiste                  | 6 854                     | 14,34                     |                          |                          |
|                                                                                | Patrick Bergogné La France insoumise                                        | 6 207                     | 12,99                     |                          |                          |
|                                                                                | Émeric Salmon Front national                                                | 2 892                     | 6,05                      |                          |                          |
|                                                                                | Didier Chapellon Europe Écologie Les Verts                                  | 2 752                     | 5,76                      |                          |                          |
|                                                                                | Charlotte Marchandise Divers (La Relève citoyenne)                          | 1 059                     | 2,22                      |                          |                          |
|                                                                                | Michel Demolder Parti communiste français                                   | 771                       | 1,61                      |                          |                          |
|                                                                                | Denis Vernier Divers droite (Parti chrétien-démocrate)                      | 616                       | 1,29                      |                          |                          |
|                                                                                | Luc Melot Écologiste (Confédération pour l'homme, l'animal et la planète)   | 550                       | 1,15                      |                          |                          |
|                                                                                | Philippe Salmon Divers gauche (Nouvelle Donne)                              | 435                       | 0,91                      |                          |                          |
|                                                                                | Adeline Chantoiseau Divers (Union populaire républicaine)                   | 393                       | 0,82                      |                          |                          |
|                                                                                | Delphine Ruaux Régionaliste (Oui la Bretagne - Union démocratique bretonne) | 352                       | 0,74                      |                          |                          |
|                                                                                | Valérie Hamon Lutte ouvrière                                                | 312                       | 0,65                      |                          |                          |
|                                                                                | Sébastien Girard Écologiste (Parti breton)                                  | 241                       | 0,50                      |                          |                          |
|                                                                                | Pierre-François Bazin Écologiste (Parti animaliste)                         | 225                       | 0,47                      |                          |                          |
|                                                                                | Erdogan Aktas Divers (Parti égalité et justice)                             | 55                        | 0,12                      |                          |                          |
| Source : Ministère de l'Intérieur - Première circonscription d'Ille-et-Vilaine |                                                                             |                           |                           |                          |                          |

#### Deuxième circonscription (Rennes-Est)
Députée sortante : Nathalie Appéré (Parti socialiste).
|                                                                                |                                                                               |                           |                           |                          |                          |
|                                                                                |                                                                               | Premier tour 11 juin 2017 | Premier tour 11 juin 2017 | Second tour 18 juin 2017 | Second tour 18 juin 2017 |
|                                                                                |                                                                               |                           |                           |                          |                          |
|                                                                                |                                                                               | Nombre                    | % des inscrits            | Nombre                   | % des inscrits           |
| Inscrits                                                                       | Inscrits                                                                      | 92 292                    | 100,00                    | 92 292                   | 100,00                   |
| Abstentions                                                                    | Abstentions                                                                   | 38 356                    | 41,56                     | 50 378                   | 54,59                    |
| Votants                                                                        | Votants                                                                       | 53 936                    | 58,44                     | 41 914                   | 45,41                    |
|                                                                                |                                                                               |                           | % des votants             |                          | % des votants            |
| Bulletins blancs                                                               | Bulletins blancs                                                              | 531                       | 0,98                      | 4 477                    | 10,68                    |
| Bulletins nuls                                                                 | Bulletins nuls                                                                | 203                       | 0,38                      | 1 272                    | 3,03                     |
| Suffrages exprimés                                                             | Suffrages exprimés                                                            | 53 202                    | 98,64                     | 36 165                   | 86,28                    |
|                                                                                |                                                                               |                           |                           |                          |                          |
| Candidat Étiquette politique (partis et alliances)                             | Candidat Étiquette politique (partis et alliances)                            | Voix                      | % des exprimés            | Voix                     | % des exprimés           |
|                                                                                |                                                                               |                           |                           |                          |                          |
|                                                                                | Laurence Maillart-Méhaignerie Mouvement démocrate (La République en marche)   | 24 727                    | 46,48                     | 26 922                   | 74,44                    |
|                                                                                | Bertrand Plouvier Les Républicains (Union des démocrates et indépendants)     | 6 472                     | 12,16                     | 9 243                    | 25,56                    |
|                                                                                | Louis Fricker La France insoumise                                             | 6 183                     | 11,62                     |                          |                          |
|                                                                                | Gaëlle Andro Parti socialiste                                                 | 6 173                     | 11,60                     |                          |                          |
|                                                                                | Lucile Koch Europe Écologie Les Verts                                         | 2 884                     | 5,42                      |                          |                          |
|                                                                                | Julien Masson Front national                                                  | 2 658                     | 5,00                      |                          |                          |
|                                                                                | Christophe Rouyer Divers droite (Parti chrétien-démocrate)                    | 816                       | 1,53                      |                          |                          |
|                                                                                | Evelyne Forcioli Parti communiste français                                    | 686                       | 1,29                      |                          |                          |
|                                                                                | Daniel Cueff Régionaliste                                                     | 625                       | 1,17                      |                          |                          |
|                                                                                | Guillaume Monrocq Divers (Confédération pour l'homme, l'animal et la planète) | 421                       | 0,79                      |                          |                          |
|                                                                                | Jeanne Richomme Écologiste (Parti animaliste)                                 | 347                       | 0,65                      |                          |                          |
|                                                                                | Yves Picard Divers (Parti pirate)                                             | 311                       | 0,58                      |                          |                          |
|                                                                                | Yann Réminiac Écologiste (Parti breton)                                       | 305                       | 0,57                      |                          |                          |
|                                                                                | Florence Defrance Lutte ouvrière                                              | 301                       | 0,57                      |                          |                          |
|                                                                                | Denis Lemercier Divers (Union populaire républicaine)                         | 293                       | 0,55                      |                          |                          |
|                                                                                | Guillaume Hardy Divers (Ekkitab)                                              | 0                         | 0,00                      |                          |                          |
|                                                                                | Laëtitia Claudic Divers droite (Union des démocrates et indépendants diss.)   | 0                         | 0,00                      |                          |                          |
| Source : Ministère de l'Intérieur - Deuxième circonscription d'Ille-et-Vilaine |                                                                               |                           |                           |                          |                          |

#### Troisième circonscription (Montfort-Combourg)
Député sortant : François André (Parti socialiste).
|                                                                                 |                                                                           |                           |                           |                          |                          |
|                                                                                 |                                                                           | Premier tour 11 juin 2017 | Premier tour 11 juin 2017 | Second tour 18 juin 2017 | Second tour 18 juin 2017 |
|                                                                                 |                                                                           |                           |                           |                          |                          |
|                                                                                 |                                                                           | Nombre                    | % des inscrits            | Nombre                   | % des inscrits           |
| Inscrits                                                                        | Inscrits                                                                  | 86 146                    | 100,00                    | 86 153                   | 100,00                   |
| Abstentions                                                                     | Abstentions                                                               | 39 801                    | 46,20                     | 49 136                   | 57,03                    |
| Votants                                                                         | Votants                                                                   | 46 345                    | 53,80                     | 37 017                   | 42,97                    |
|                                                                                 |                                                                           |                           | % des votants             |                          | % des votants            |
| Bulletins blancs                                                                | Bulletins blancs                                                          | 853                       | 1,84                      | 2 969                    | 8,02                     |
| Bulletins nuls                                                                  | Bulletins nuls                                                            | 332                       | 0,72                      | 1 111                    | 3,00                     |
| Suffrages exprimés                                                              | Suffrages exprimés                                                        | 45 160                    | 97,44                     | 32 937                   | 88,98                    |
|                                                                                 |                                                                           |                           |                           |                          |                          |
| Candidat Étiquette politique (partis et alliances)                              | Candidat Étiquette politique (partis et alliances)                        | Voix                      | % des exprimés            | Voix                     | % des exprimés           |
|                                                                                 |                                                                           |                           |                           |                          |                          |
|                                                                                 | François André (député sortant) Parti socialiste                          | 21 125                    | 46,78                     | 21 693                   | 65,86                    |
|                                                                                 | Mélina Parmentier Les Républicains (Union des démocrates et indépendants) | 6 832                     | 15,13                     | 11 244                   | 34,14                    |
|                                                                                 | Virginie Abautret La France insoumise                                     | 6 102                     | 13,51                     |                          |                          |
|                                                                                 | Justine Dieulafait Front national                                         | 4 605                     | 10,20                     |                          |                          |
|                                                                                 | Gaëlle Rougier Europe Écologie Les Verts                                  | 2 823                     | 6,25                      |                          |                          |
|                                                                                 | Yannick Nadesan Parti communiste français                                 | 1 604                     | 3,55                      |                          |                          |
|                                                                                 | Dylan Épinat Union démocratique bretonne (Oui la Bretagne)                | 534                       | 1,18                      |                          |                          |
|                                                                                 | Mathieu Guihard Écologiste (Parti breton)                                 | 467                       | 1,03                      |                          |                          |
|                                                                                 | Benoît Guillet Lutte ouvrière                                             | 408                       | 0,90                      |                          |                          |
|                                                                                 | Sophie Planté Extrême gauche (Nouveau Parti anticapitaliste)              | 331                       | 0,73                      |                          |                          |
|                                                                                 | Luc Toupense Divers (Union populaire républicaine)                        | 325                       | 0,72                      |                          |                          |
|                                                                                 | Aloyse Jamin Divers droite (Parti chrétien-démocrate)                     | 4                         | 0,01                      |                          |                          |
| Source : Ministère de l'Intérieur - Troisième circonscription d'Ille-et-Vilaine |                                                                           |                           |                           |                          |                          |

#### Quatrième circonscription (Redon)
Député sortant : Jean-René Marsac (Parti socialiste).
|                                                                                 | |                           |                           |                          |                          |
|                                                                                 | | Premier tour 11 juin 2017 | Premier tour 11 juin 2017 | Second tour 18 juin 2017 | Second tour 18 juin 2017 |
|                                                                                 | |                           |                           |                          |                          |
|                                                                                 | | Nombre                    | % des inscrits            | Nombre                   | % des inscrits           |
| Inscrits                                                                        | Inscrits | 90 383                    | 100,00                    | 90 383                   | 100,00                   |
| Abstentions                                                                     | Abstentions | 43 180                    | 47,77                     | 50 699                   | 56,09                    |
| Votants                                                                         | Votants | 47 203                    | 52,23                     | 39 684                   | 43,91                    |
|                                                                                 | |                           | % des votants             |                          | % des votants            |
| Bulletins blancs                                                                | Bulletins blancs | 713                       | 1,51                      | 1 999                    | 5,04                     |
| Bulletins nuls                                                                  | Bulletins nuls | 270                       | 0,57                      | 977                      | 2,46                     |
| Suffrages exprimés                                                              | Suffrages exprimés | 46 220                    | 97,92                     | 36 708                   | 92,50                    |
|                                                                                 | |                           |                           |                          |                          |
| Candidat Étiquette politique (partis et alliances)                              | Candidat Étiquette politique (partis et alliances)                                                                                             | Voix                      | % des exprimés            | Voix                     | % des exprimés           |
|                                                                                 | |                           |                           |                          |                          |
|                                                                                 | Gaël Le Bohec La République en marche | 19 421                    | 42,02                     | 22 667                   | 61,75                    |
|                                                                                 | Marc Martin La France insoumise | 6 314                     | 13,66                     | 14 041                   | 38,25                    |
|                                                                                 | Franck Pichot Parti socialiste | 5 646                     | 12,22                     |                          |                          |
|                                                                                 | Christian Lechevalier Front national | 5 049                     | 10,92                     |                          |                          |
|                                                                                 | Jean-Marc Carreau Les Républicains (Union des démocrates et indépendants)                                                                      | 4 847                     | 10,49                     |                          |                          |
|                                                                                 | Sarah Trichet-Allaire Europe Écologie Les Verts                                                                                                | 1 869                     | 4,04                      |                          |                          |
|                                                                                 | Philippe Bonnin Divers gauche | 932                       | 2,02                      |                          |                          |
|                                                                                 | Nelly Rosais Debout la France | 700                       | 1,51                      |                          |                          |
|                                                                                 | Jocelyne Devriendt Écologiste (Mouvement 100 % - Parti breton - Parti fédéraliste européen - En avant Bretagne -Alliance fédéraliste bretonne) | 506                       | 1,09                      |                          |                          |
|                                                                                 | Sandra Chirazi Lutte ouvrière | 420                       | 0,91                      |                          |                          |
|                                                                                 | Maud Callac Divers (Union populaire républicaine)                                                                                              | 278                       | 0,60                      |                          |                          |
|                                                                                 | Élisabeth Drouin Extrême droite (Parti de la France)                                                                                           | 238                       | 0,51                      |                          |                          |
| Source : Ministère de l'Intérieur - Quatrième circonscription d'Ille-et-Vilaine | |                           |                           |                          |                          |

#### Cinquième circonscription (Vitré)
Députée sortante : Isabelle Le Callennec (Les Républicains).
|                                                                                 | |                           |                           |                          |                          |
|                                                                                 | | Premier tour 11 juin 2017 | Premier tour 11 juin 2017 | Second tour 18 juin 2017 | Second tour 18 juin 2017 |
|                                                                                 | |                           |                           |                          |                          |
|                                                                                 | | Nombre                    | % des inscrits            | Nombre                   | % des inscrits           |
| Inscrits                                                                        | Inscrits | 103 309                   | 100,00                    | 103 302                  | 100,00                   |
| Abstentions                                                                     | Abstentions | 46 205                    | 44,73                     | 55 575                   | 53,80                    |
| Votants                                                                         | Votants | 57 104                    | 55,27                     | 47 727                   | 46,20                    |
|                                                                                 | |                           | % des votants             |                          | % des votants            |
| Bulletins blancs                                                                | Bulletins blancs | 623                       | 1,09                      | 2 601                    | 5,45                     |
| Bulletins nuls                                                                  | Bulletins nuls | 318                       | 0,56                      | 953                      | 2,00                     |
| Suffrages exprimés                                                              | Suffrages exprimés | 56 163                    | 98,35                     | 44 173                   | 92,55                    |
|                                                                                 | |                           |                           |                          |                          |
| Candidat Étiquette politique (partis et alliances)                              | Candidat Étiquette politique (partis et alliances)                                                                                        | Voix                      | % des exprimés            | Voix                     | % des exprimés           |
|                                                                                 | |                           |                           |                          |                          |
|                                                                                 | Christine Cloarec La République en marche                                                                                                 | 22 797                    | 40,59                     | 23 546                   | 53,30                    |
|                                                                                 | Isabelle Le Callennec (députée sortante) Les Républicains (Union des démocrates et indépendants)                                          | 16 667                    | 29,68                     | 20 627                   | 46,70                    |
|                                                                                 | Mickaël Hugonnet La France insoumise | 5 676                     | 10,11                     |                          |                          |
|                                                                                 | Laurence Prin Front national | 3 637                     | 6,48                      |                          |                          |
|                                                                                 | Stéphane Lenfant Parti socialiste | 3 063                     | 5,45                      |                          |                          |
|                                                                                 | Bernard Martin Europe Écologie Les Verts                                                                                                  | 2 008                     | 3,58                      |                          |                          |
|                                                                                 | Jean-Pierre Charrier Debout la France | 624                       | 1,11                      |                          |                          |
|                                                                                 | Françoise Hamard Lutte ouvrière | 497                       | 0,88                      |                          |                          |
|                                                                                 | Gilles Marzin Écologiste (Mouvement 100 % - Parti breton - Parti fédéraliste européen - En avant Bretagne -Alliance fédéraliste bretonne) | 362                       | 0,64                      |                          |                          |
|                                                                                 | Sabine Comès Régionaliste (Oui la Bretagne)                                                                                               | 320                       | 0,57                      |                          |                          |
|                                                                                 | Marie de Blic Divers droite (Parti chrétien-démocrate)                                                                                    | 310                       | 0,55                      |                          |                          |
|                                                                                 | Alice Mole Divers (Union populaire républicaine)                                                                                          | 202                       | 0,36                      |                          |                          |
| Source : Ministère de l'Intérieur - Cinquième circonscription d'Ille-et-Vilaine | |                           |                           |                          |                          |

#### Sixième circonscription (Fougères)
Député sortant : Thierry Benoit (Union des démocrates et indépendants).
|                                                                               | |                           |                           |                          |                          |
|                                                                               | | Premier tour 11 juin 2017 | Premier tour 11 juin 2017 | Second tour 18 juin 2017 | Second tour 18 juin 2017 |
|                                                                               | |                           |                           |                          |                          |
|                                                                               | | Nombre                    | % des inscrits            | Nombre                   | % des inscrits           |
| Inscrits                                                                      | Inscrits | 86 949                    | 100,00                    | 86 949                   | 100,00                   |
| Abstentions                                                                   | Abstentions | 39 157                    | 45,03                     | 44 531                   | 51,22                    |
| Votants                                                                       | Votants | 47 792                    | 54,97                     | 42 418                   | 48,78                    |
|                                                                               | |                           | % des votants             |                          | % des votants            |
| Bulletins blancs                                                              | Bulletins blancs | 668                       | 1,40                      | 2 372                    | 5,59                     |
| Bulletins nuls                                                                | Bulletins nuls | 315                       | 0,66                      | 1 024                    | 2,41                     |
| Suffrages exprimés                                                            | Suffrages exprimés | 46 809                    | 97,94                     | 39 022                   | 91,99                    |
|                                                                               | |                           |                           |                          |                          |
| Candidat Étiquette politique (partis et alliances)                            | Candidat Étiquette politique (partis et alliances)                                                                                        | Voix                      | % des exprimés            | Voix                     | % des exprimés           |
|                                                                               | |                           |                           |                          |                          |
|                                                                               | Thierry Benoit (député sortant) Union des démocrates et indépendants (Les Républicains)                                                   | 16 048                    | 34,28                     | 22 581                   | 57,87                    |
|                                                                               | Nolwenn Vahé La République en marche | 15 305                    | 32,70                     | 16 441                   | 42,13                    |
|                                                                               | Gilles Pennelle Front national | 5 303                     | 11,33                     |                          |                          |
|                                                                               | Hélène Mocquard La France insoumise | 4 701                     | 10,04                     |                          |                          |
|                                                                               | Benoît Montabone Parti communiste français (Europe Écologie Les Verts)                                                                    | 3 525                     | 7,53                      |                          |                          |
|                                                                               | Sylvie Galode Écologiste (Mouvement 100 % - Parti breton - Parti fédéraliste européen - En avant Bretagne -Alliance fédéraliste bretonne) | 587                       | 1,25                      |                          |                          |
|                                                                               | Marie-Élyse Dugué Régionaliste (Oui la Bretagne - Union démocratique bretonne)                                                            | 392                       | 0,84                      |                          |                          |
|                                                                               | Régis Douard Lutte ouvrière | 388                       | 0,83                      |                          |                          |
|                                                                               | Élisabeth de Brye Divers droite (Parti chrétien-démocrate)                                                                                | 317                       | 0,68                      |                          |                          |
|                                                                               | Janek Decoopman Divers (Union populaire républicaine)                                                                                     | 243                       | 0,52                      |                          |                          |
|                                                                               | Marie-Pierre Vedrenne Divers (La République en marche diss.)                                                                              | 0                         | 0,00                      |                          |                          |
| Source : Ministère de l'Intérieur - Sixième circonscription d'Ille-et-Vilaine | |                           |                           |                          |                          |

#### Septième circonscription (Saint-Malo)
Député sortant : Gilles Lurton (Les Républicains).
|                                                                                | |                           |                           |                          |                          |
|                                                                                | | Premier tour 11 juin 2017 | Premier tour 11 juin 2017 | Second tour 18 juin 2017 | Second tour 18 juin 2017 |
|                                                                                | |                           |                           |                          |                          |
|                                                                                | | Nombre                    | % des inscrits            | Nombre                   | % des inscrits           |
| Inscrits                                                                       | Inscrits | 99 140                    | 100,00                    | 99 142                   | 100,00                   |
| Abstentions                                                                    | Abstentions | 44 802                    | 45,19                     | 49 582                   | 50,01                    |
| Votants                                                                        | Votants | 54 338                    | 54,81                     | 49 560                   | 49,99                    |
|                                                                                | |                           | % des votants             |                          | % des votants            |
| Bulletins blancs                                                               | Bulletins blancs | 542                       | 1,00                      | 2 296                    | 4,63                     |
| Bulletins nuls                                                                 | Bulletins nuls | 244                       | 0,45                      | 950                      | 1,92                     |
| Suffrages exprimés                                                             | Suffrages exprimés | 53 552                    | 98,55                     | 46 314                   | 93,45                    |
|                                                                                | |                           |                           |                          |                          |
| Candidat Étiquette politique (partis et alliances)                             | Candidat Étiquette politique (partis et alliances)                                                                                             | Voix                      | % des exprimés            | Voix                     | % des exprimés           |
|                                                                                | |                           |                           |                          |                          |
|                                                                                | Valérie Fribolle La République en marche | 19 605                    | 36,61                     | 20 282                   | 43,79                    |
|                                                                                | Gilles Lurton (député sortant) Les Républicains (Union des démocrates et indépendants)                                                         | 18 641                    | 34,81                     | 26 032                   | 56,21                    |
|                                                                                | Philippe Miailhes Front national | 4 286                     | 8,00                      |                          |                          |
|                                                                                | Solenn Hallou Divers gauche (Parti communiste français - Parti socialiste - Europe Écologie Les Verts)                                         | 4 044                     | 7,55                      |                          |                          |
|                                                                                | Nicolas Chevallier La France insoumise | 3 672                     | 6,86                      |                          |                          |
|                                                                                | Adel Malik-Monrocq Divers (Mouvement écologiste indépendant - Confédération pour l'homme, l'animal et la planète)                              | 715                       | 1,34                      |                          |                          |
|                                                                                | Brieuc Quil Divers droite (Parti chrétien-démocrate)                                                                                           | 491                       | 0,92                      |                          |                          |
|                                                                                | Gwénola Bouriel Écologiste (Pacte antispéciste citoyen pour la transparence et l'éthique)                                                      | 447                       | 0,83                      |                          |                          |
|                                                                                | Édouard Descottes Lutte ouvrière | 398                       | 0,74                      |                          |                          |
|                                                                                | Éliane Leclercq Régionaliste (Oui la Bretagne - Union démocratique bretonne)                                                                   | 394                       | 0,74                      |                          |                          |
|                                                                                | Geneviève Drouard Écologiste (Mouvement 100 % - Parti breton - Parti fédéraliste européen - En avant Bretagne - Alliance fédéraliste bretonne) | 311                       | 0,58                      |                          |                          |
|                                                                                | Guillaume Betend Divers (Union populaire républicaine)                                                                                         | 243                       | 0,45                      |                          |                          |
|                                                                                | Jean-Michel Groisier Extrême gauche (Parti ouvrier indépendant démocratique)                                                                   | 212                       | 0,40                      |                          |                          |
|                                                                                | Raoul Kuczyk Divers | 93                        | 0,17                      |                          |                          |
| Source : Ministère de l'Intérieur - Septième circonscription d'Ille-et-Vilaine | |                           |                           |                          |                          |

#### Huitième circonscription (Rennes-Ouest)
Député sortant : Marcel Rogemont (Parti socialiste).
|                                                                                | |                           |                           |                          |                          |
|                                                                                | | Premier tour 11 juin 2017 | Premier tour 11 juin 2017 | Second tour 18 juin 2017 | Second tour 18 juin 2017 |
|                                                                                | |                           |                           |                          |                          |
|                                                                                | | Nombre                    | % des inscrits            | Nombre                   | % des inscrits           |
| Inscrits                                                                       | Inscrits | 83 469                    | 100,00                    | 83 469                   | 100,00                   |
| Abstentions                                                                    | Abstentions | 36 520                    | 43,75                     | 44 484                   | 53,29                    |
| Votants                                                                        | Votants | 46 949                    | 56,25                     | 38 985                   | 46,71                    |
|                                                                                | |                           | % des votants             |                          | % des votants            |
| Bulletins blancs                                                               | Bulletins blancs | 371                       | 0,79                      | 1 991                    | 5,11                     |
| Bulletins nuls                                                                 | Bulletins nuls | 191                       | 0,41                      | 722                      | 1,85                     |
| Suffrages exprimés                                                             | Suffrages exprimés | 46 387                    | 98,80                     | 36 272                   | 93,04                    |
|                                                                                | |                           |                           |                          |                          |
| Candidat Étiquette politique (partis et alliances)                             | Candidat Étiquette politique (partis et alliances)                                                                                            | Voix                      | % des exprimés            | Voix                     | % des exprimés           |
|                                                                                | |                           |                           |                          |                          |
|                                                                                | Florian Bachelier La République en marche | 18 989                    | 40,94                     | 22 111                   | 60,96                    |
|                                                                                | Enora Le Pape La France insoumise | 6 561                     | 14,14                     | 14 161                   | 39,04                    |
|                                                                                | Emmanuel Couet Parti socialiste | 6 150                     | 13,26                     |                          |                          |
|                                                                                | Amélie Dhalluin Les Républicains (Union des démocrates et indépendants)                                                                       | 5 258                     | 11,34                     |                          |                          |
|                                                                                | Matthieu Theurier Europe Écologie Les Verts                                                                                                   | 3 364                     | 7,25                      |                          |                          |
|                                                                                | Françoise Guillerme Front national | 1 770                     | 3,82                      |                          |                          |
|                                                                                | Claire Payen Parti communiste français | 627                       | 1,35                      |                          |                          |
|                                                                                | Mistral Oz Divers (Parti pirate) | 447                       | 0,96                      |                          |                          |
|                                                                                | Thomas Vetel Écologiste (Confédération pour l'homme, l'animal et la planète)                                                                  | 424                       | 0,91                      |                          |                          |
|                                                                                | Sébastien Pirou Debout la France | 385                       | 0,83                      |                          |                          |
|                                                                                | Xavier Debroise Divers gauche (Nouvelle Donne)                                                                                                | 348                       | 0,75                      |                          |                          |
|                                                                                | Iris Bisson Divers (#MaVoix) | 342                       | 0,74                      |                          |                          |
|                                                                                | Gwenvael Jéquel Régionaliste (Oui la Bretagne - Union démocratique bretonne)                                                                  | 324                       | 0,70                      |                          |                          |
|                                                                                | Anne Nadler Divers droite (Parti chrétien-démocrate)                                                                                          | 304                       | 0,66                      |                          |                          |
|                                                                                | Solenn Cochet Divers (Union populaire républicaine)                                                                                           | 245                       | 0,53                      |                          |                          |
|                                                                                | Fabrice Lucas Lutte ouvrière | 239                       | 0,52                      |                          |                          |
|                                                                                | Manon Boucand Écologiste (Parti animaliste)                                                                                                   | 197                       | 0,42                      |                          |                          |
|                                                                                | Hervé Lejoux Divers (Parti du vote blanc) | 172                       | 0,37                      |                          |                          |
|                                                                                | Tugdual Radiguet Écologiste (Mouvement 100 % - Parti breton - Parti fédéraliste européen - En avant Bretagne - Alliance fédéraliste bretonne) | 167                       | 0,36                      |                          |                          |
|                                                                                | Pierre Priet Extrême gauche (Parti ouvrier indépendant démocratique)                                                                          | 74                        | 0,16                      |                          |                          |
| Source : Ministère de l'Intérieur - Huitième circonscription d'Ille-et-Vilaine | |                           |                           |                          |                          |